# HMS Calliope (1914)
HMS Calliope là một tàu tuần dương hạng nhẹ thuộc lớp tàu tuần dương C của Hải quân Hoàng gia Anh Quốc, là chiếc mở đầu cho lớp phụ mang tên nó, và vẫn đang được chế tạo khi Chiến tranh Thế giới thứ nhất bùng nổ.
Cả Calliope lẫn con tàu chị em Champion đều dựa trên thiết kế của chiếc HMS Caroline, nhưng là những tàu thử nghiệm rất hiệu quả cho việc sử dụng loại động cơ turbine hộp số, đưa đến việc giảm bớt một ống khói. Chúng cũng có vỏ giáp dày hơn đôi chút. Thiết kế của chúng được tiếp nối bởi lớp phụ Cambrian. Calliope được chế tạo tại xưởng đóng tàu Chatham ở Kent. Nó được đặt lườn vào ngày 1 tháng 1 năm 1914; hạ thủy vào ngày 17 tháng 12 năm 1914 và đưa ra hoạt động vào tháng 6 năm 1915.
Nó bị hư hại nặng bởi một đám cháy do dầu đốt đang khi ngoài biển vào ngày 19 tháng 3 năm 1916, nhưng được sửa chữa kịp thời, và là một trong số năm tàu chiến thuộc Hải đội Tuần dương nhẹ 4 tham gia Trận Jutland vào năm 1916. Calliope bị bắn trúng một số đạn pháo trước khi trời tối, chủ yếu là bởi các thiết giáp hạm Kaiser và Markgraf, khiến 10 thành viên thủythủ đoàn thiệt mạng. Vào ngày 1 tháng 9 năm 1917, Calliope tham gia vào việc đánh chìm bốn tàu đánh cá Đức.
Calliope đã sống sót qua cuộc chiến tranh, nhưng bị xem là đã lạc hậu trước khi Chiến tranh Thế giới thứ hai nổ ra. Nó được bán cho hãng Ward tại Inverkeithing vào ngày 28 tháng 8 năm 1931 để tháo dỡ.